# Károly Palotai
Károly Palotai (Békéscsaba, 11 de setembro de 1935 - 3 de fevereiro de 2018) foi um futebolista húngaro, campeão olímpico, que depois se tornou árbitro de futebol. 

## Carreira
Károly Palotai fez parte do elenco medalha de ouro, nos Jogos Olímpicos de 1964.
Morreu aos 82 anos em 3 de fevereiro de 2018.
Clubes
- 1953–1955:  Békéscsabai Előre
- 1955–1956:  Győri Vasas ETO
- 1957–1958:  Freiburger FC
- 1959–1967:  Győri Vasas ETO

Titulos
- Jogos Olimpicos: Med. de Ouro de 1964
- Campeonato da Hungria: 1963
- Copa da Hungria: 1965, 1966, 1967

Destaques como arbitro
- Jogos Olimpicos: 1972 (1 jogo), 1976 (1)
- Copa do Mundo de Futebol 1974 (1), 1978 (2), 1982 (1)
- Campeonato Europeu de Futebol: 1980 (1)
- Taça dos Clubes Campeões Europeus: 1976 (final de Bayern e St. Etienne), 1981 (final de Liverpool e Real Madri)
- Taça dos Clubes Vencedores de Taças: 1979 (final de Barcelona e F. Düsseldorf)
- Copa da UEFA 1974-1975 (ida do final de Mönchengladbach e Twente)